# ولز ۱۷۲۱
سیارک ۱۷۲۱ (به انگلیسی: 1721 Wells، نامگذاری:1953TD3) هزار و هفتصد و بیست و یکمین سیارک کشف شده‌است که در ۳ اکتبر ۱۹۵۳ کشف شد.
قدر مطلق سیارک برابر ۱۰٫۸۰ است.